# Ordine del Cardo
L'Antichissimo e Nobilissimo Ordine del Cardo (in inglese The Most Ancient and Most Noble Order of the Thistle) è il principale ordine cavalleresco scozzese ed è per dignità il secondo del Regno Unito (dopo quello della Giarrettiera).
L'attuale versione dell'Ordine è stata fondata nel 1687 da re Giacomo VII di Scozia (Giacomo II d'Inghilterra e Irlanda) con l'intento di ravvivare l'uso di questo antico ordine onorifico scozzese. L'Ordine era composto dal sovrano e da sedici cavalieri e dame, oltre ad un numero variabile di cavalieri soprannumerari (spesso membri della famiglia reale o monarchi stranieri). Il sovrano conferisce l'onorificenza in maniera diretta, cioè senza l'assenso del governo che viene invece richiesto per la maggior parte delle altre onorificenze.
Il simbolo principale dell'Ordine è il cardo, il fiore nazionale della Scozia. Il motto è Nemo me impune lacessit (in italiano: "Nessuno mi provoca restando impunito"). Lo stesso motto appare nello stemma del sovrano del Regno Unito in uso in Scozia e su alcune monete del regno, oltre ad essere l'insegna e il motto del Royal Regiment of Scotland, delle Scots Guards, dei The Black Watch (Royal Highland Regiment) of Canada e delle Royal Scots Dragoon Guards. Il santo patrono dell'Ordine è Sant'Andrea.

## Storia

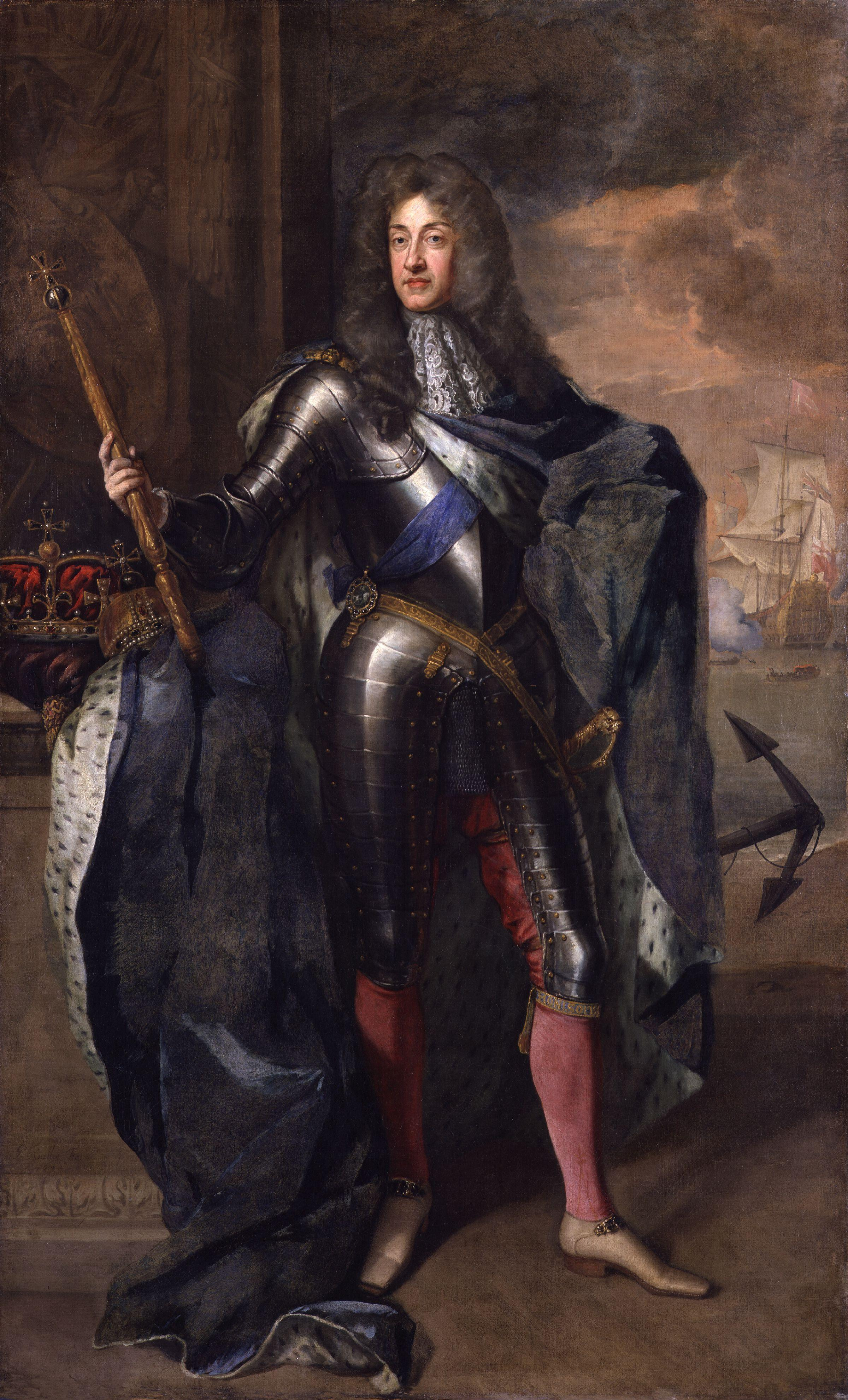
Giacomo VII che ordinò la fondazione del moderno Ordine del Cardo

Giacomo VII fu il primo re a volere la rinascita dell'antico Ordine del Cardo, ma questa sua fondazione era basata essenzialmente su alcune pretese di natura storica.
Secondo la leggenda, Acaio, re degli Scoti (probabilmente parente di Óengus mac Fergusa, re dei Pitti), mentre era impegnato in battaglia presso Athelstaneford con il re anglosassone Estelan dell'Anglia dell'Est, vide apparire in cielo la Croce di Sant'Andrea. Dopo aver vinto la battaglia, Acaio si dice abbia dato disposizioni per la fondazione dell'Ordine del Cardo, dedicandolo al santo, nel 786. La storia non è ad oggi ritenuta credibile in quanto i due che vengono fatti combattere non sono in realtà vissuti nel medesimo secolo. Un'altra storia riporta che Acaio fondò l'Ordine nell'809 per commemorare un'alleanza con l'Imperatore Carlomagno. Maggiore credibilità è stata data a questa storia dal fatto che Carlomagno è risaputo avesse tra le proprie guardie del corpo dei soldati di origine scozzese. Vi è, inoltre, una tradizione secondo la quale l'ordine venne istituito, o ri-istituito, sul campo di battaglia per opera di Roberto I di Scozia durante la Battaglia di Bannockburn.
Le prime serie tracce storiche rilevabili ed ascrivibili all'Ordine sono che Giacomo III di Scozia, che adottò il cardo come pianta reale, coniò per primo delle monete raffiguranti questo fiore e fondò un Ordine con questo nome nel XV secolo. Secondo un'altra ipotesi, invece, Giacomo V di Scozia, che era stato ammesso a far parte dell'Ordine del Toson d'oro, in quello di San Michele in Francia ed in quello della Giarrettiera in Inghilterra, fondò questo ordine nel 1540, imbarazzato dal non possedere una propria onorificenza con la quale poter contraccambiare questi onori agli altri monarchi stranieri. Egli è risaputo che nominò il re Francesco I di Francia come cavaliere dell'"Order of the Burr or Thissil".
Ad ogni modo non vi è una presenza certa dell'Ordine sino al XV secolo. Probabilmente un altro ordine cavalleresco esistette in Scozia durante il XVI secolo, col nome forse di Ordine di Sant'Andrea, fondato da Giacomo V ma ebbe fine già sul termine di quel secolo.
Giacomo VII proclamò quindi una lettera patente "per rinnovare e restaurare l'Ordine del Cardo nella sua piena gloria, lustro e magnificenza" il 29 maggio 1687. Otto cavalieri, con un massimo di 12, vennero nominati, ma il re venne deposto nel 1688. I suoi successori, Guglielmo III d'Inghilterra e Maria II d'Inghilterra non nominarono altri cavalieri dell'Ordine e difatti l'Ordine cadde in disuso per un certo tempo. Nel 1703, ad ogni modo, Anna d'Inghilterra ravvivò nuovamente lo spirito dell'Ordine del Cardo che sopravvive sino ai nostri giorni. A questa seconda restaurazione dell'Ordine, i cavalieri fondatori erano come per tradizione in numero di otto:
- James, conte di Perth
- George, duca di Gordon
- John, marchese di Atholl
- James, conte Arran
- Kenneth, conte di Seaforth
- John, conte di Melfort
- George, conte di Dumbarton
- Alexander, conte di Moray

## Composizione

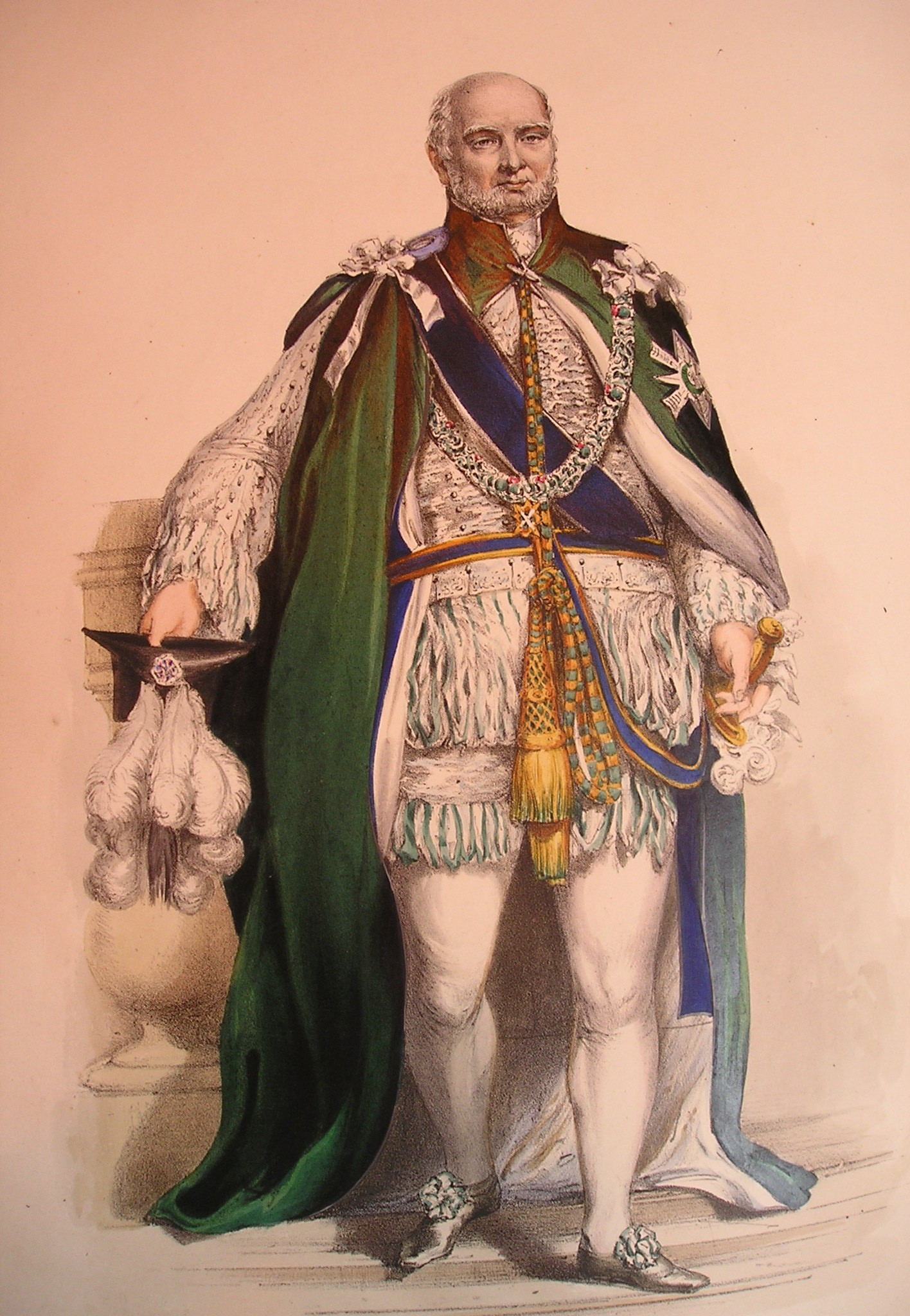
Il principe Augusto Federico, duca di Sussex con il costume tipico di Cavaliere dell'Ordine del Cardo

I re di Scozia - poi anche re di Gran Bretagna e del Regno Unito - occuparono sempre la posizione di Sovrani dell'Ordine del Cardo. Quando Giacomo VII ravvivò l'Ordine, gli statuti stabilivano che l'Ordine avrebbe continuato l'antico numero di Cavalieri ovvero in 12 i quali riprendevano simbolicamente i dodici apostoli, numero che identificava quindi il Sovrano come il Salvatore. Nel 1827, Giorgio IV del Regno Unito aumentò l'ordine al novero di 16 cavalieri. Le donne (tra cui la regina regnante) erano originariamente escluse dall'Ordine; Giorgio VI del Regno Unito creò per prima sua moglie Elizabeth Bowes-Lyon Dama dell'Ordine del Cardo nel 1937 attraverso uno statuto speciale, e nel 1987 Elisabetta II del Regno Unito permise la regolare ammissione delle donne sia all'Ordine del Cardo che a quello della Giarrettiera.
Con l'evolversi dell'Ordine, però, molti cavalieri vennero introdotti tramite speciali statuti e col titolo di "cavalieri extranumerari" che andarono aumentare per forza di cose il limite di 16 membri stabilito da Guglielmo IV. I membri della famiglia reale inglese sono normalmente ammessi attraverso questa particolare procedura ancora ai giorni nostri; ad essere ammesso con questo metodo fu anche il principe consorte Alberto di Sassonia-Coburgo-Gotha. Re Olav V di Norvegia fu il primo straniero ad essere ammesso nell'Ordine e venne ammesso anch'egli attraverso uno speciale statuto del 1962.
Storicamente è il sovrano che ha il potere di scegliere i nuovi cavalieri, anche se difatti dal XVIII secolo le nomine avvengono dopo aver sentito il parere del governo circa la nomina. Giorgio VI convenne che l'Ordine della Giarrettiera e quello del Cardo fossero utilizzati unicamente sotto patronato politico, ma successivamente per accordo del primo ministro (Clement Attlee) e del leader dell'opposizione (Winston Churchill) nel 1946, entrambi gli ordini tornarono in pieno potere al Sovrano.
I Cavalieri e le Dame dell'Ordine del Cardo possono essere anche nominati all'Ordine della Giarrettiera e pertanto molti, ma non tutti, hanno nel corso della storia rinunciato all'Ordine del Cardo per passare nel più prestigioso Ordine della Giarrettiera inglese. Il primo a rassegnare le proprie dimissioni dall'Ordine del Cardo per questo scopo fu John Campbell, II duca di Argyll nel 1710; e l'ultimo a compiere questa azione fu Thomas Dundas, II conte di Zetland nel 1872. Cavalieri e Dame dell'Ordine del Cardo possono anche essere privati dell'onorificenza qualora i loro canoni di ammissione non fossero più idonei o si fossero dimostrati indegni dell'onorificenza, come nei casi di John Erskine, VI conte di Mar che perse entrambi i cavalierati e la contea dopo aver partecipato all'insurrezione giacobita del 1715.
L'Ordine dispone di cinque ufficiali: il Decano, il Cancelliere, l'Usher (Usciere), il Lord Re d'Armi ed il Segretario. Il Decano è di norma un chierico della Chiesa di Scozia e la carica venne creata nel 1763 e conferita al decano della cappella reale. I due uffici vennero separati nel 1969. L'ufficio del Cancelliere viene menzionato in quanto detentore dei sigilli dell'Ordine nel 1687, ma nessuno venne nominato formalmente a questa posizione sino al 1913. L'ufficio venne successivamente detenuto dal cavaliere o dalla dama più anziano. L'Usciere dell'Ordine ha la funzione di rappresentare l'Ordine alla Camera dei Lords. Il Lord Re d'Armi è capo dell'ufficio araldico scozzese. Solitamente il Maestro d'Arme è anche il Segretario dell'Ordine.

## Paramenti

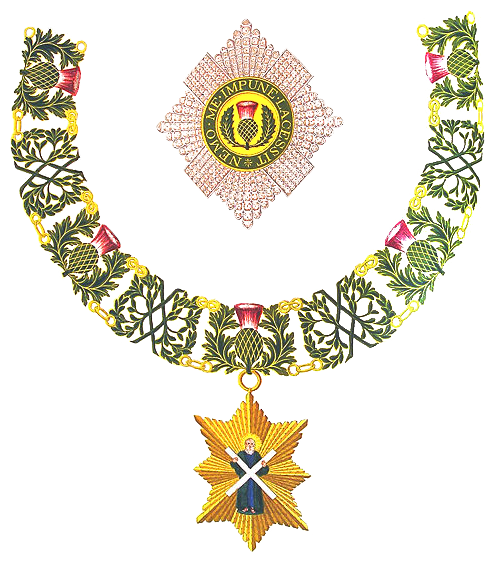
Insegne dell'Ordine

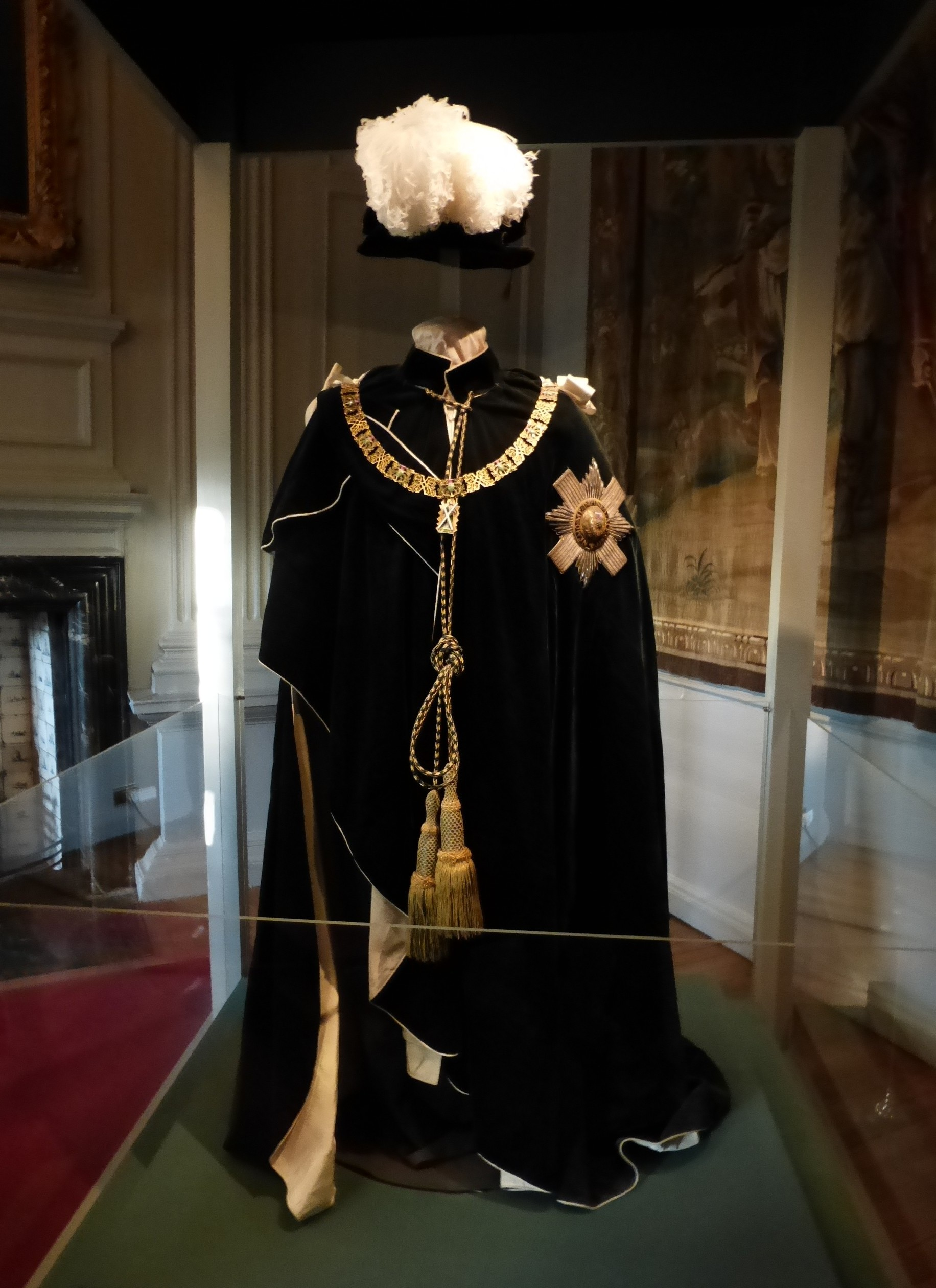
Veste solenne di un cavaliere dell'Ordine del Cardo

Per occasioni solenni come l'incoronazione di un monarca o le cerimonie d'investitura di nuovi membri dell'Ordine, i cavalieri del Cardo indossavano un costume elaborato, composto da una serie di elementi distintivi:
- Il mantello di velluto verde scuro. Il mantello è foderato di taffetà bianco e trattenuto da cordoni dorati. Sulla parte sinistra del mantello è rappresentata la stella dell'Ordine (vedi poi).
- Il cappello di velluto nero piumato di piume di struzzo bianche con una lunga piuma di airone nera al centro.
- Il collare composto da fiori di cardo (emblema nazionale scozzese e simbolo degli scoti) e foglie di ruta (simbolo dei pitti) dal quale pende l'insegna dell'Ordine (vedi poi).

Il collare veniva indossato anche durante i cosiddetti "collar days" designati dal sovrano, eventi nei quali detto collare era indossato sopra uniformi militari e vestiti formali o vestiti da sera.
Oltre alle occasioni particolari, ad ogni modo, era usato un vestiario più semplice nelle occasioni meno solenni:
- La stella dell'Ordine che consiste in un salterio di Sant'Andrea d'argento posto su una stella raggiante. Al centro si trova il motto e le insegne dell'Ordine. Viene portato indossato nella parte sinistra del petto.[34][35]
- La fascia di verde scuro portata dalla spalla sinistra al fianco destro.[36]
- L'insegna consiste in una stella d'oro a otto punte recante l'immagine di sant'Andrea, patrono dell'ordine (insegna detta appunto il "Saint Andrew"). Il motto è Nemo me impune lacessit ("nessuno può provocarmi e restare impunito").[37]

Alla morte di un cavaliere o di una dama, le sue insegne devono essere restituite alla Cancelleria Centrale degli Ordini di Cavalleria. La stella e l'insegna vengono restituite personalmente al sovrano dal parente più stretto del cavaliere o della dama defunti.

## Cappella

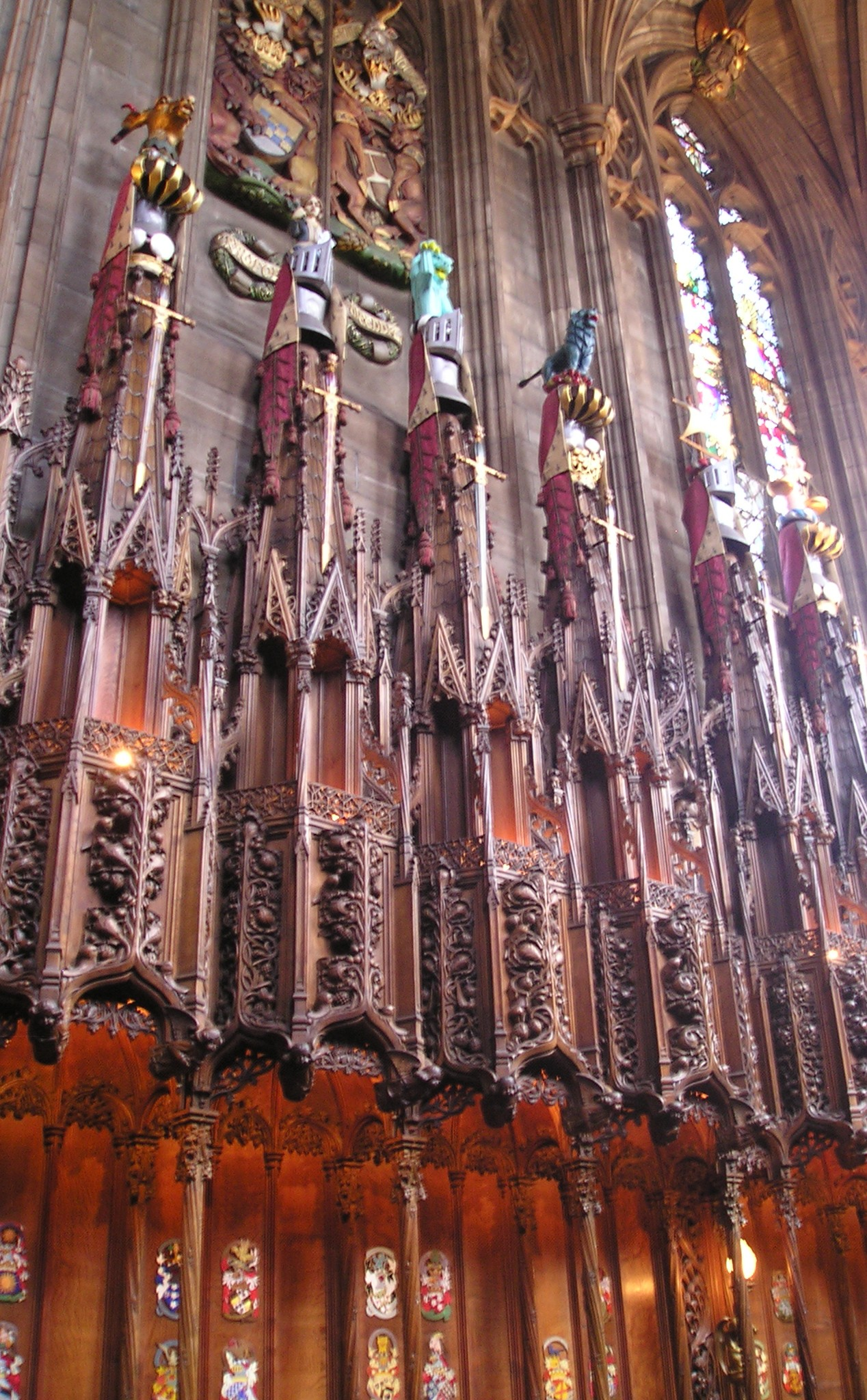
Elmi e spade dei cavalieri dell'Ordine nella Cappella del Cardo, posti in corrispondenza degli scranni dove siedono i cavalieri durante le funzioni dell'Ordine

Quando Giacomo VII ricreò il moderno ordine del Cardo nel 1687, egli stabilì che la chiesa del Palazzo di Holyrood avrebbe avuto funzioni di cappella dell'Ordine del Cardo copiando l'idea dall'Ordine della Giarrettiera la cui cappella era posta presso il Castello di Windsor. Giacomo VII, ad ogni modo, venne deposto nel 1688 e nel frattempo anche la cappella era stata distrutta e pertanto l'Ordine non aveva un luogo dove svolgere le proprie celebrazioni e tale rimase la situazione sino al 1911 quando essa venne eretta nella Cattedrale di San Giles di Edimburgo. Ogni anno, i sovrani passano alcune settimane tra giugno e luglio al palazzo di Holyrood e durante questa visita di solito si svolge l'annuale celebrazione dei cavalieri dell'Ordine del Cardo con la proclamazione dei nuovi ammessi.
Ogni membro dell'Ordine, incluso il sovrano, è dotato di uno stallo nella cappella, sopra il quale si trovano le sue insegne araldiche. Sul pinnacolo dello stallo si trova un elmo da cavaliere, decorato coi colori dell'insignito e sormontato da una sua impresa araldica. Se il cavaliere è anche un pari sopra l'elmo viene posta la corrispondente coroncina. Per le leggi araldiche, le donne normalmente non portano elmi o imprese; al loro posto viene quindi posta solo la corona se è una pari o una principessa. Lady Marion Fraser però fece l'eccezione di includere un elmo sopra il proprio stallo. A differenza di altri ordini britannici, le bandiere degli insigniti dell'Ordine non si trovano nella cappella, ma in una sala apposita dell'adiacente di St Giles High Kirk. Dietro ad ogni seggio, inoltre, si trovano delle placchette col nome e con le insegne dei cavalieri che l'hanno occupato nel corso dei secoli con il nome e la data di ammissione.
Alla morte di un cavaliere, il suo elmo e tutte le sue insegne vengono rimosse e sostituite poi da quelle del suo successore.

## Precedenza e privilegi

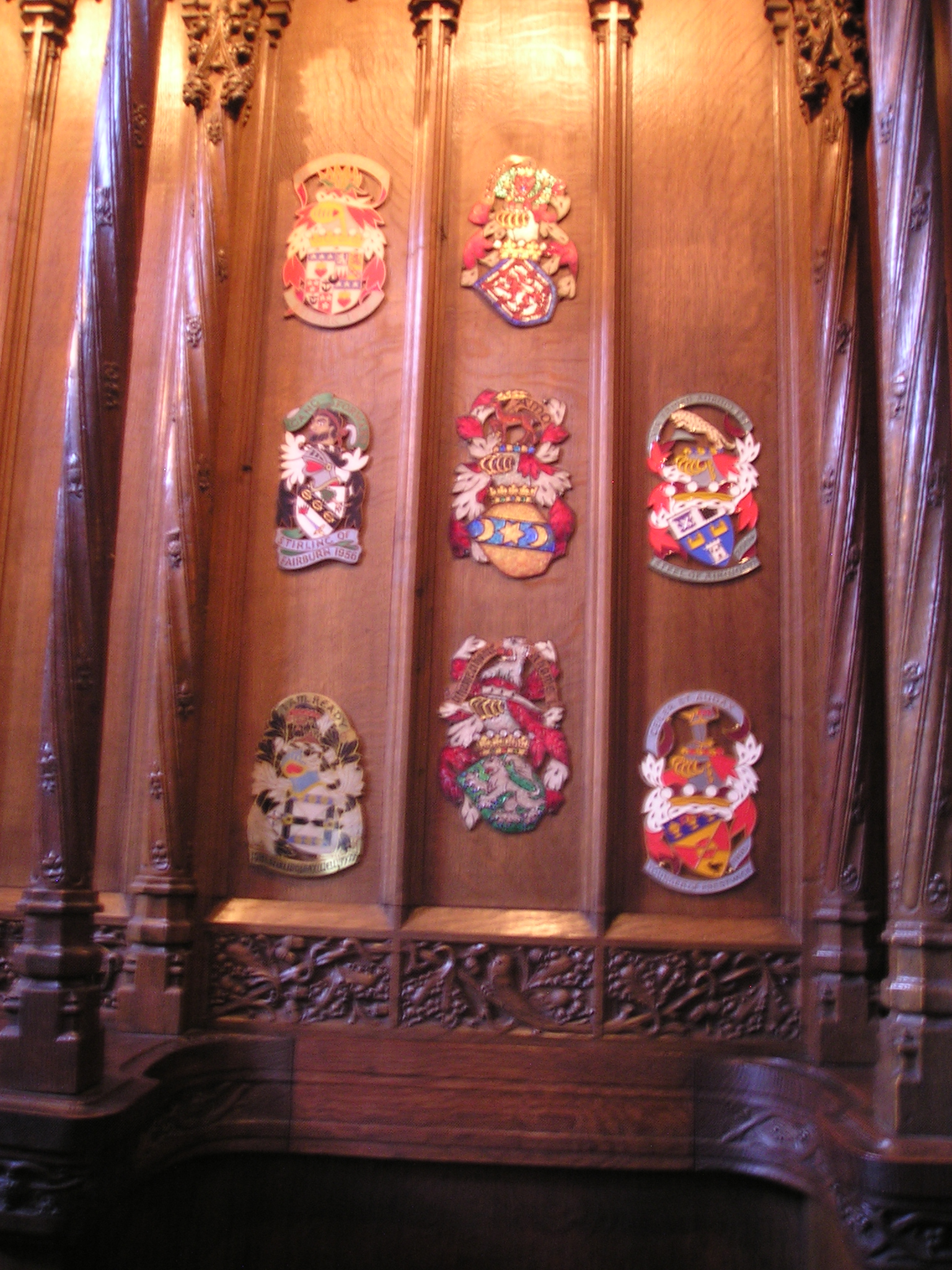
Targhette sugli stalli dei cavalieri del Cardo

I cavalieri e le dame dell'Ordine del Cardo hanno delle posizioni assegnate nell'ordine di precedenza sopra tutti gli altri insigniti di onorificenze, ma sotto gli insigniti dell'Ordine della Giarrettiera e ancora sotto i baronetti. Mogli, figli, figlie e nuore di un cavaliere dell'Ordine del Cardo hanno un particolare ordine di precedenza (ad esempio nei confronti dei loro genitori).
I cavalieri hanno il prefisso onorifico di "Sir" e le dame di "Lady". Le mogli di cavalieri hanno il prefisso di "Lady", ma non vi è un equivalente per i mariti delle insignite. Questa forma non è usata dai pari e dalle pari che di solito utilizzano i prefissi di loro competenza a seconda del grado.
I cavalieri e le dame usano le lettere post-nominali "KT" e "LT" rispettivamente e possono circondare le loro armi con il collare dell'Ordine. Lo stemma del sovrano riporta il collare e il motto dell'Ordine del Cardo solo nella versione scozzese.

## Insigniti e ufficiali
Sovrano: Carlo III del Regno Unito

### Cavalieri e dame
1. Andrew Bruce, XI conte di Elgin e XV conte di Kincardine KT, CD, JP, DL (1981) - Nobile e militare
2. James Mackay, barone Mackay di Clashfern KT, PC, QC (1997) - Avvocato e politico
3. David Wilson, barone Wilson di Tillyorn KT, GCMG (2000) - Diplomatico e sinologo
4. David Steel, barone Steel di Aikwood KT, KBE, PC (2004) - Politico
5. George Robertson, barone Robertson di Port Ellen KT, GCMG, PC (2004) - Politico
6. William Cullen, barone Cullen di Whitekirk KT, PC (2007) - Avvocato e giudice
7. David Hope, barone Hope di Craighead KT, PC, QC (2009) - Avvocato e giudice
8. Narendra Patel, barone Patel di Dunkeld KT (2009) - Medico e accademico
9. Robert Smith, barone Smith di Kelvin KT (2013) - Dirigente d'azienda
10. Richard Scott, X duca di Buccleuch e XII duca di Queensberry KT, KBE, DL, FSA, FRSE (2017) - Nobile
11. Sir Ian Wood KT, GBE (2018) - Imprenditore
12. Lady Elish Frances Angiolini LT, DBE, PC, QC, FRSA, FRSE (2022) - Avvocato e accademica
13. Susan Margaret Black, baronessa Black di Strome LT, DBE, FRS, FRSE, FRAI, FRSB (2024) - Antropologa forense, anatomista e accademica
14. Helena Kennedy, baronessa Kennedy di The Shaws LT, KC, FRSA, HonFRSE (2024) - Avvocato e conduttrice televisiva
15. vacante
16. vacante

### Cavalieri e dame della famiglia reale
1. regina Camilla, KG, KT, GCVO (2023)
2. principessa Anna, principessa reale, KG, KT, GCVO, QSO, GCL, CD, RFRS, RSA, FRCVS, FRSE, FMedSci, FRCS (2000)
3. principe William, duca di Rothesay, KG, KT, PC, ADC(P), RFRS, HonFRSE, FRSM (2012)
4. principe Edoardo, duca di Edimburgo, KG, KT, GCVO, CD, ADC (2024)

### Ufficiali
- Decano: David Fergusson OBE, FRSE, FBA (2019)
- Cancelliere: Richard Walter John Montagu Douglas Scott, X duca di Buccleuch e XII duca di Queensberry KT, KBE, CVO, DL, FSA, FRSE, FRSGS (2023)
- Re d'armi: canonico Joseph John Morrow CVO, CBE, KStJ, KC, DL, FRSE, Lord Lyon, re d'arme (ex officio, 2014)
- Segretario: Elizabeth Roads LVO, OStJ  (2014)
- Usciere: contrammiraglio Christopher Layman CB DSO LVO Gentleman Usher of the Green Rod (ex officio, 1997)